# Олмен, Джордж Джеймс
Джордж Джеймс Олмен (англ. George James Allman; 1812—1898) — ирландский биолог.

## Биография
Джордж Джеймс Олмен родился в 1812 году в Корке; посещал Королевское академическое учреждение в Белфасте. В течение некоторого времени он изучал юриспруденцию, но затем отдал предпочтение естествознанию. 

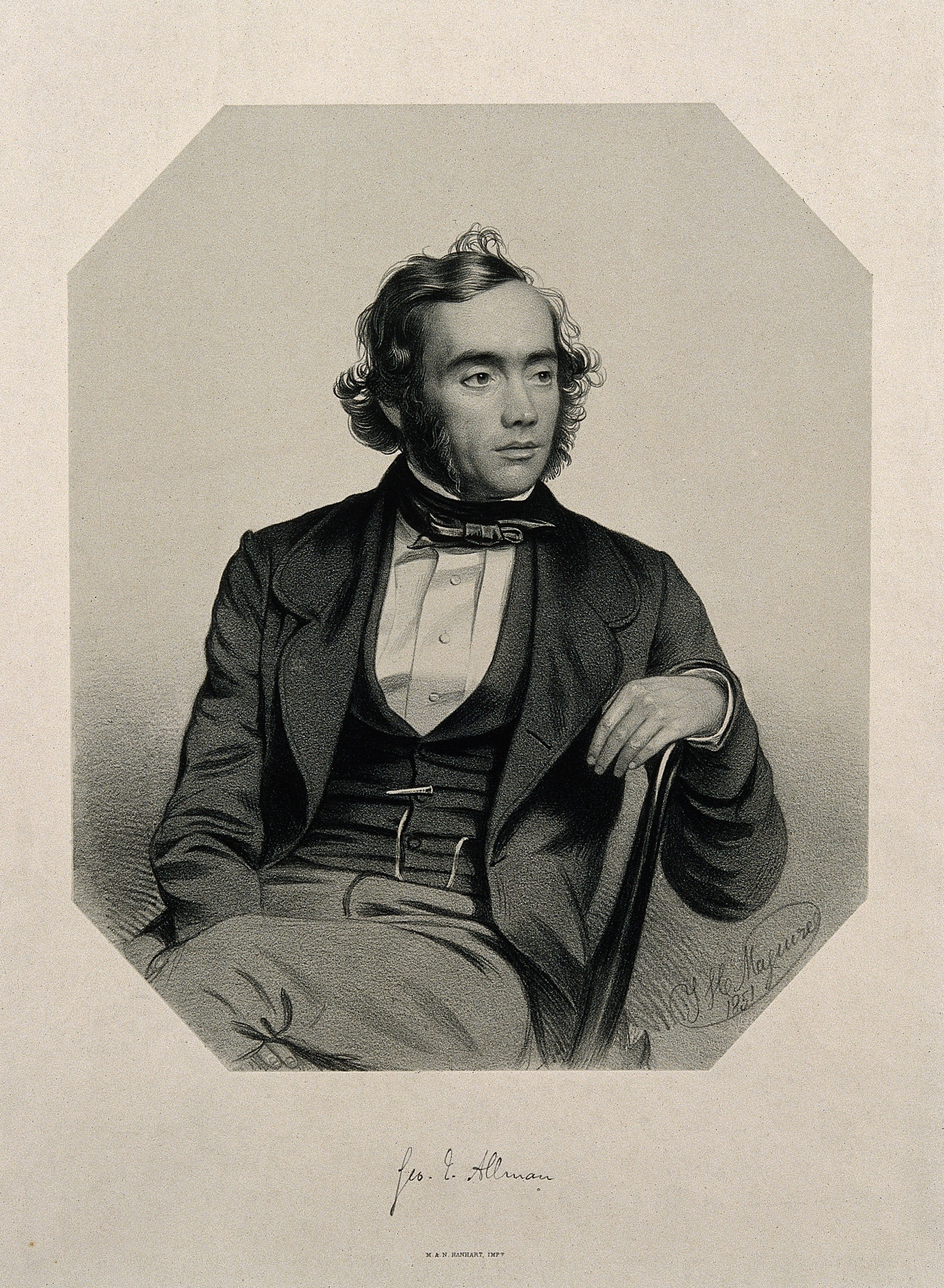
Д. Д. Олмен (1851)

В 1843 году он получил в Дублине степень доктора медицинских наук. 
В 1844 году он стал профессором ботаники в университете Дублина. У его предшественника Уильяма Олмена (1776—1846) была та же самая фамилия. Примерно через 12 лет он стал региус-профессором естествознания в университете Эдинбурга. 
В 1854 году Олмен был избран членом Королевского общества, которое наградило его в 1873 году Королевской медалью. 
В 1870 году он вышел раньше времени по состоянию здоровья в отставку. Он посвятил себя самому большому своему увлечению — садоводству.
В 1896 году он был награждён медалью Линнеевского общества Лондона, чьим президентом он был на протяжении нескольких лет.
Джордж Джеймс Олмен умер 24 ноября 1898 года в Паркстоуне.

## Труды
Олмен опубликовал множество сочинений. Его монография о полипах, опубликованная с 1871 по 1872 год, считается самым важным трудом. Это очень подробное сочинение Олмен снабдил ценными рисунками, выполненными собственноручно.
- Allman G. J. The monograph of the Gymnoblastic or Tubularian Hydroids. — London: Robert Hardwicke, 1971—1972.